# Ronnie Barker
Ronald William George Barker OBE (25 de setembro de 1929 - 3 de outubro de 2005) foi um ator, comediante e escritor inglês. Seus papéis mais conhecidos incluem as séries de televisão Porridge, The Two Ronnies e Open All Hours.

## Morte
Barker morreu de insuficiência cardíaca no hospício Katherine House em Adderbury, Oxfordshire, em 3 de outubro de 2005, aos 76 anos.